# Mafia Channel
Mafia Channel – kanał morski na Oceanie Indyjskim oddzielający wyspę Mafia (na wschodzie) od Tanzanii kontynentalnej (na zachodzie). Ma około 9 mil (14 km) szerokości. Południowa część kanału jest podzielona przez wyspę Bwejuu na dwie mniejsze cieśniny: Msala Channel na zachodzie i Kisimani Channel na wschodzie. Na terenie kanału występują złoża ropy naftowej i gazu ziemnego, które były eksploatowane w 1991 roku przez firmę Shell. Do cieśniny uchodzi rzeka Rufidżi. 